# Hieracium angustevitreum
Hieracium angustevitreum es una especie de planta con flor del género Hieracium, de la familia Asteraceae, orden Asterales.

## Distribución
Hieracium angustevitreum se distribuye por Suecia.

## Taxonomía
Fue descrita científicamente por Folin. Fue publicada en Ark. Bot. 26A(6): 3 (1934).